# 伊香色雄
伊香色雄命（いかがしこおのみこと）は、『記紀』等に伝わる古墳時代の豪族・物部氏の祖。『古事記』では伊迦賀色許男命と表記する。崇神天皇7年に大物主神を祀る「神班物者」（かみのものあかつひと）に任じられたと伝えられている。饒速日命の六世孫。

## 記録
『古事記』によると、崇神天皇の時、疫病が流行したことがあり、人民が多く亡くなった。その際に、天皇の夢枕に大物主大神が現れ「意富多々泥古（おおたたねこ）という人に自分を祭らせれば、祟りも収まり、国も平安になるであろう」と神託を述べた。天皇はその人物を捜し出し、
以上のようにして、疫病の流行はやみ、国は平安になった、という。
『日本書紀』巻第五もほぼ同じ物語を伝えているが、天皇が皇女、豊鍬入姫命・渟名城入姫命をそれぞれ天照大神・倭大国魂神を祭らせている。その後、夢の前に占いをしており、倭迹迹日百襲姫命（やまとととびももそひめのみこと）に神がのりうつる、という一幕もある。
さらに、天皇の夢の後、臣下の大水口宿禰（おおぬなくちのすくね）らの夢にも貴人が現れて、大田田根子（おおたたねこ）と市磯長尾市（いちし の ながおち）をそれぞれ大物主神と倭大国魂を祭らせれば良い、という内容であった。大田田根子を求め、見つけることができた天皇は、
その後、天皇は伊香色雄に命じて、物部のように沢山ある平瓮（ひらか）を祭神之物（かみまつりもの＝神祭の供物）とされ、大田田根子を大物主大神の祭主にし、市磯長尾市を倭大国魂神の祭主にした、という。これにより、疫病は収まり、国内も鎮まり、五穀が実って、百姓は賑わった。
伊香色雄が登場するのはこの場面だけであるが、このことから、崇神天皇が大和国三輪山の神を祭ることで、大和政権の基礎を固め、周辺の諸国の統一にとりかかったという祭政一致の政策を行ってきたことが分かってくる。

## 石上神宮
崇神天皇7年、勅命によって、神剣「韴霊」を石上布留高庭（）に遷して祀り、これが石上神宮となった。

## 系譜
父は大綜麻杵命、母は高屋阿波良姫とされ、山代県主の祖・長溝の娘である真木姫・荒姫・玉手姫の三姉妹と倭志紀彦の娘である真鳥姫の四人を妻とした。真木姫との間に物部連公の祖・建胆心大禰命と宇治部連、秦忌寸、葛野野、栗栖連、宇治山守連、長谷山直らの祖・多辨宿禰命を、荒姫との間に物部連公、六人部連、水取造、水取連、舂米宿禰らの祖・安毛建美命と長谷置始連、高橋連、矢田部造、矢集連、佐夜部直、佐夜部首、久努国造、丈部、小市国造（小市直）、風速国造（風早直）、軽部造らの祖・大新河命を、玉手姫との間に十市根命と倭志紀県主、大宅首、川上造、春道宿禰らの祖・建新川命を、真鳥姫との間に倭志紀県主（志紀連）、十市部首、久自国造、大部造、真髪部造、若湯坐連、有道宿禰、今木連、和泉志紀県主らの祖・大売布命を生んだとされる。また『新撰姓氏録』など真神田曽禰連、真神田首、曽根連らの祖・気津別命を子に含める伝承もある。

## 信仰
徳島県吉野川市川島町桑村にある延喜式内社伊加加志神社で祀られている。